# Морчано-ди-Леука
Морчано-ди-Леука (итал. Morciano di Leuca) — коммуна в Италии, располагается в регионе Апулия, в провинции Лечче.
Население составляет 3496 человек (2008 г.), плотность населения составляет 269 чел./км². Занимает площадь 13 км². Почтовый индекс — 73040. Телефонный код — 0833.
Покровителем коммуны почитается святитель Иоанн Милостивый, патриарх Александрийский, празднование 23 января.

## Демография
Динамика населения:

## Администрация коммуны
- Официальный сайт: http://www.comune.morcianodileuca.le.it/